# دكتور جيكل والسيد هايد (فلم)
دكتور جيكل والسيد هايد (بالإنجليزية: Dr. Jekyll and Mr. Hyde) هو فيلم رعب تم إنتاجه في الولايات المتحدة وصدر في سنة 1931.

## بطولة
- فريدريك مارس

### ترشيحات وجوائز
| السنة | الحدث | الفئة            | النتيجة  |
| ----- | ----- | ---------------- | -------- |
|       |       | أوسكار أحسن ممثل | فـــــوز |

## الميزانية والإيرادات
بلغت تكلفة إنتاج الفيلم حوالي 1.14 مليون دولار.

## وصلات خارجية
- مقالات تستعمل روابط فنية بلا صلة مع ويكي بيانات